# Kunisada (cràter)
Kunisada és un cràter d'impacte en el planeta Mercuri de 241,45 km de diàmetre. Porta el nom del gravador en fusta japonès Utagawa Kunisada (1786-1864), i el seu nom va ser aprovat per la Unió Astronòmica Internacional el 2009.